# Gelis potteri
Gelis potteri là một loài tò vò trong họ Ichneumonidae.